# 峨眉粘体虫
峨眉粘体虫（学名：Myxosoma omeiensis）为粘体科粘体虫属的动物。在中国，分布于四川、云南等，营寄生生活，寄生在短须裂腹鱼的鳃、肾以及齐口裂腹鱼、南方裂腹鱼的鳃。